# Jomo Kenyatta

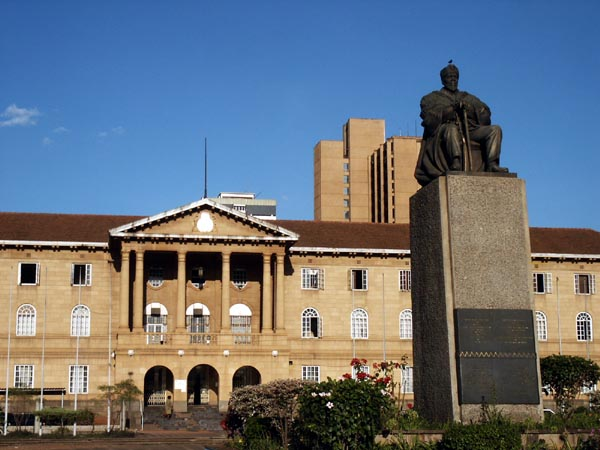
Statuia lui Jomo Kenyatta în faţa clădirii Parlamentului

Jomo Kenyatta (n. 20 octombrie 1891 – d. 22 august 1978) a fost un luptător pentru independență și primul președinte al Kenyei în perioada (1964–1978). El a devenit în multe țări o figură–simbol pentru tendința consecventă de africanizare din domeniul economiei și al administrației. La sfârșitul anilor 1960, prin măsurile dure întreprinse pentru anihilarea opoziției, a devenit, practic, un dictator.
1. ↑  Jomo Kenyatta, Gran Enciclopèdia Catalana
2. 1 2 3 4   http://photography.a24media.com/index.php/photogallery/prominent-faces/86-the-life-and-times-of-jomo-kenyatta, accesat în 16 martie 2021 Lipsește sau este vid: |title= (ajutor)